# Bad Leonfelden
Bad Leonfelden là một đô thị thuộc huyện Urfahr-Umgebung thuộc bang Oberösterreich, Áo. Đô thị Bad Leonfelden có diện tích 40 km², dân số thời điểm năm 2006 là 4029 người.